# Johannes Wübbe

Wappen des Weihbischofs Johannes Wübbe

Johannes Wübbe (* 23. Februar 1966 in Lengerich, Emsland) ist Weihbischof des Bistums Osnabrück.

## Leben
Johannes Wübbe machte 1985 sein Abitur am Gymnasium Leoninum in Handrup (Emsland) und studierte Katholische Theologie und Philosophie an der Westfälischen Wilhelms-Universität Münster und Albert-Ludwigs-Universität Freiburg. Er empfing am 20. Mai 1993 das Sakrament der Priesterweihe durch den Osnabrücker Bischof Ludwig Averkamp. Wübbe war anschließend als Kaplan in der Pfarrei St. Johann in Osnabrück tätig, später Stadtjugendseelsorger. Von 1997 bis 2000 war er Vikar in der Propsteigemeinde St. Vitus in Meppen. Johannes Wübbe war von 2000 bis 2010 Diözesanjugendseelsorger und ab 2002 auch Präses für den Bund der Deutschen Katholischen Jugend (BDKJ) im Bistum Osnabrück. Seit 2010 war Johannes Wübbe Pfarrer der Pfarreiengemeinschaft Spelle, Schapen, Lünne und Venhaus mit rund 9000 Katholiken.
Am 18. Juni 2013 ernannte ihn Papst Franziskus zum Titularbischof von Ros Cré und zum Weihbischof in Osnabrück. Die Bischofsweihe spendete ihm der Osnabrücker Bischof Franz-Josef Bode am 1. September 2013 im Dom St. Peter zu Osnabrück; Mitkonsekratoren waren der emeritierte Osnabrücker Weihbischof Theodor Kettmann sowie Norbert Werbs, Weihbischof in Hamburg. Sein bischöflicher Wahlspruch In spe credere („In voller Hoffnung glauben“) entstammt dem Brief des Apostels Paulus an die Römer (Röm 4,18 ).
2021 wählte ihn das Domkapitel Osnabrück zum Domdechanten des Doms St. Peter zu Osnabrück. Nach dem Rücktritt von Bischof Franz-Josef Bode wählte das Domkapitel ihn im März 2023 zum Diözesanadministrator, welches Amt er bis zur Amtsübernahme des neuen Bischofs Dominicus Meier am 8. September 2024 ausübte.
In der Deutschen Bischofskonferenz ist Johannes Wübbe Mitglied der Jugendkommission, deren Vorsitz er bei der Herbst-Vollversammlung der DBK 2021 übernahm. Im Amt des Jugendbischofs löste er den Passauer Diözesanbischof Stefan Oster ab.